# Casa del Gremio de Zapateros
La Casa del Gremio de Zapateros es un edificio de Barcelona, que fue la sede del Museo del Calzado entre 1970 y 2015. Ubicado en la plaza de San Felipe Neri, es una reconstrucción de 1963 de un edificio renacentista de 1565, originalmente situado en la desaparecida calle de la Corribia. 
Esta obra está inscrita como Bien Cultural de Interés Local (BCIL) en el Inventario del Patrimonio Arquitectónico de Cataluña con el código 08019/3043.

## Historia
El nombre del edificio hace referencia a sus promotores e inquilinos originales, el Gremio de Maestros Zapateros de Barcelona y su cofradía gremial, de San Marcos Evangelista, establecida en 1202 por privilegio de Pedro II de Aragón.
El edificio fue construido en 1565] en el número 21 de la calle de la Corribia, sobre un edificio gótico preexistente. La finca fue objeto de remodelación en 1740, cuando se añadió un piso y se cambiaron las ventanas por balcones. A pesar de la extinción del Gremio de Zapateros en el siglo XIX, la finca se mantuvo como sede de la Cofradía de San Marcos Evangelista, y desde 1870 albergó un primitivo museo dedicado al calzado.
Tras la Guerra Civil los destrozos causados en el barrio de la Catedral por los bombardeos aéreos facilitaron a las nuevas autoridades municipales franquistas la ejecución del proyecto de apertura de una gran avenida frente a la Seo, propuesto desde el Plan Cerdá. Esta intervención, iniciada en 1942, provocó el derribo de decenas de edificios y la desaparición de toda la calle de la Corribia. La fachada de la Casa del Gremio de Zapateros, por su valor artístico, fue lo único que se salvó de la piqueta. Tras ser desmontada y temporalmente almacenada en depósitos municipales, a finales de los años 1950 fue reconstruida en la plaza de San Felipe Neri, ocupando precisamente uno de los solares dejados por la guerra. Esta reconstrucción fue parte de un proyecto ideado por el arquitecto municipal, Adolf Florensa, para devolver a la plaza su encanto medieval, destruido por las bombas, usando para ello las fachadas de edificios derribados en otras partes de la ciudad. La remodelada plaza, con la reconstruida Casa del Gremio de Zapateros, fue inaugurada por el alcalde José María de Porcioles el 18 de julio de 1963.
En 1970 el edificio fue recuperado como sede de la Cofradía de San Marcos Evangelista de Maestros Zapateros, que habilitó también el Museo del Calzado, inaugurado el 26 de abril de ese año. El museo se mantuvo abierto hasta el 15 de noviembre de 2015. En esa fecha la cofradía se vio obligada a abandonar el inmueble, propiedad de la Congregación del Oratorio de San Felipe Neri, al no poder hacer frente al incremento del precio del alquiler.

## Características arquitectónicas
Se trata de un edificio entre medianeras de planta baja, principal y dos pisos. Estilísticamente se enmarca en el renacentismo, aunque pueden apreciarse signos que permanecen de la estética decorativa del gótico catalán (como los detalles simbólicos de piedra acompañando las oberturas de la fachada).

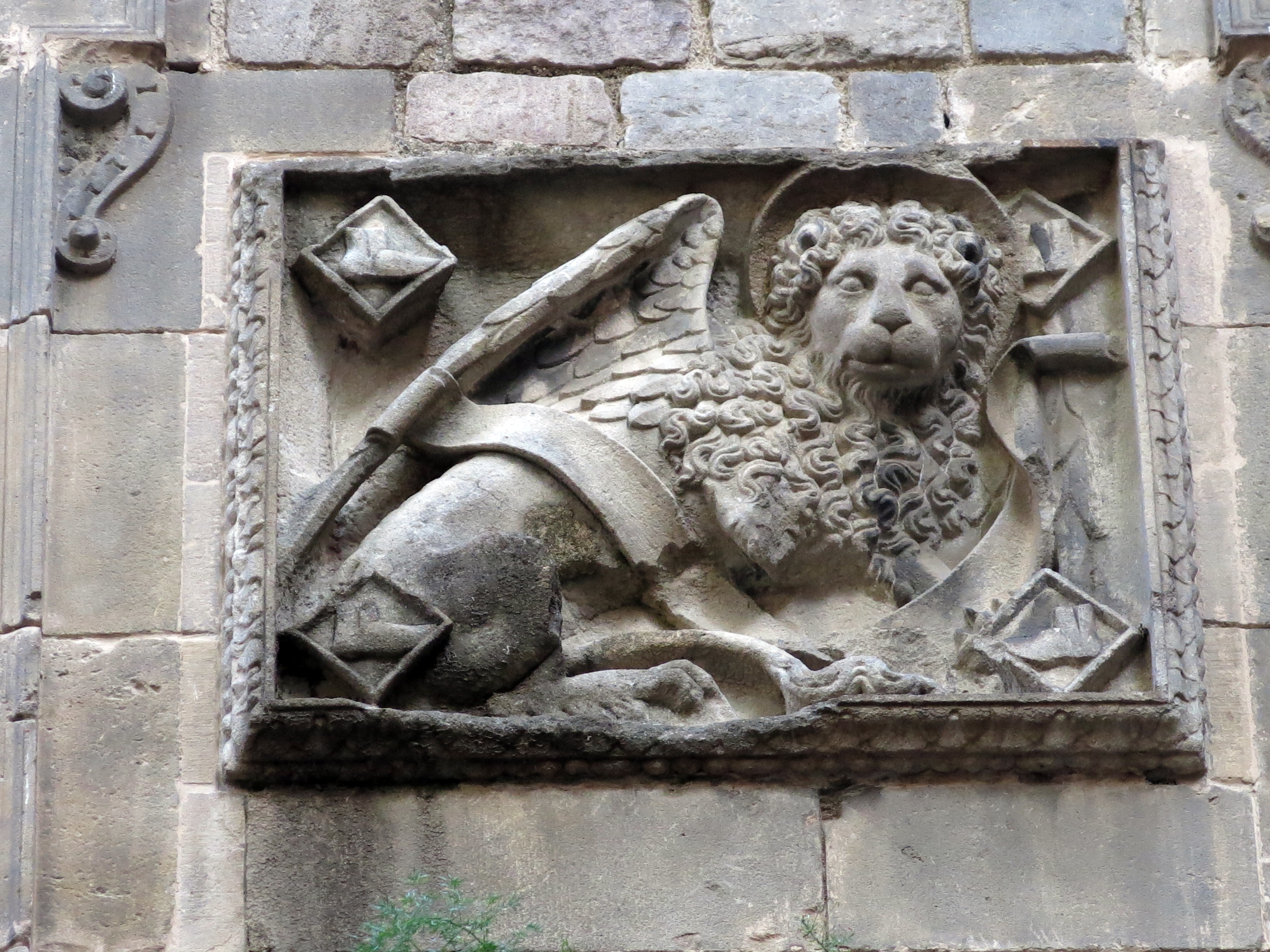
El león de San Marcos, patrón gremial de los maestros zapateros, en la fachada del edificio.

 La fachada principal está formada por tres composiciones distintas, correspondientes a las tres fachadas aquí trasladadas para llenar toda la anchura de este lado de la plaza. La composición de la derecha corresponde a la fachada principal original de la Casa del Gremio de Zapateros de la calle Corribia. Está equilibrada en dos ejes verticales de portales y balcones con grandes aberturas y un balcón corrido en la planta primera. Se diferencia de las otras por la profusión de decoraciones y bajorrelieves; guirnaldas, medallones, símbolos y molduras. Destaca un escudo con el león de San Marcos, patrón del gremio, los zapatos orlados y las herramientas del oficio, que recuerdan el origen corporativo del edificio. La composición del medio dispone de aberturas muy reducidas y carece de decoraciones, por lo que probablemente era la fachada posterior de la Casa del Gremio de Zapateros.
La tercera composición, situada a la izquierda, procede de otro edificio trasladado, la Casa del Gremio de los Caldereros (de la que hay también algunos vestigios en la vecina parcela del número 4). Esta composición es de un único eje vertical, con una arcada de dovelas de piedra, sin mayor decoración, que permite comunicar la plaza con la calleja de Montjuïc del Bisbe. Esta composición de la izquierda incluye dos aberturas, una en cada planta, con dinteles y marcos decorados con molduras renacentistas.
La totalidad de la fachada es de obra de fábrica de sillares de piedra. Como detalles esculpidos destacan los dinteles, decorados con grotescos y las molduras de inspiración serliana. El remate se diferencia en tres partes que corresponden a las tres composiciones de la fachada: de alero en la parte central y de cornisa moldurada en las laterales.